# Велика Васильківська, 10
Сади́ба Пфа́лера (Фа́лера) розташована на Великій Васильківській вулиці, 10.
Вирішений у стилі неоренесансу головний будинок відзначається гармонійністю пропорцій і цілісністю архітектурного задуму.

## Історія

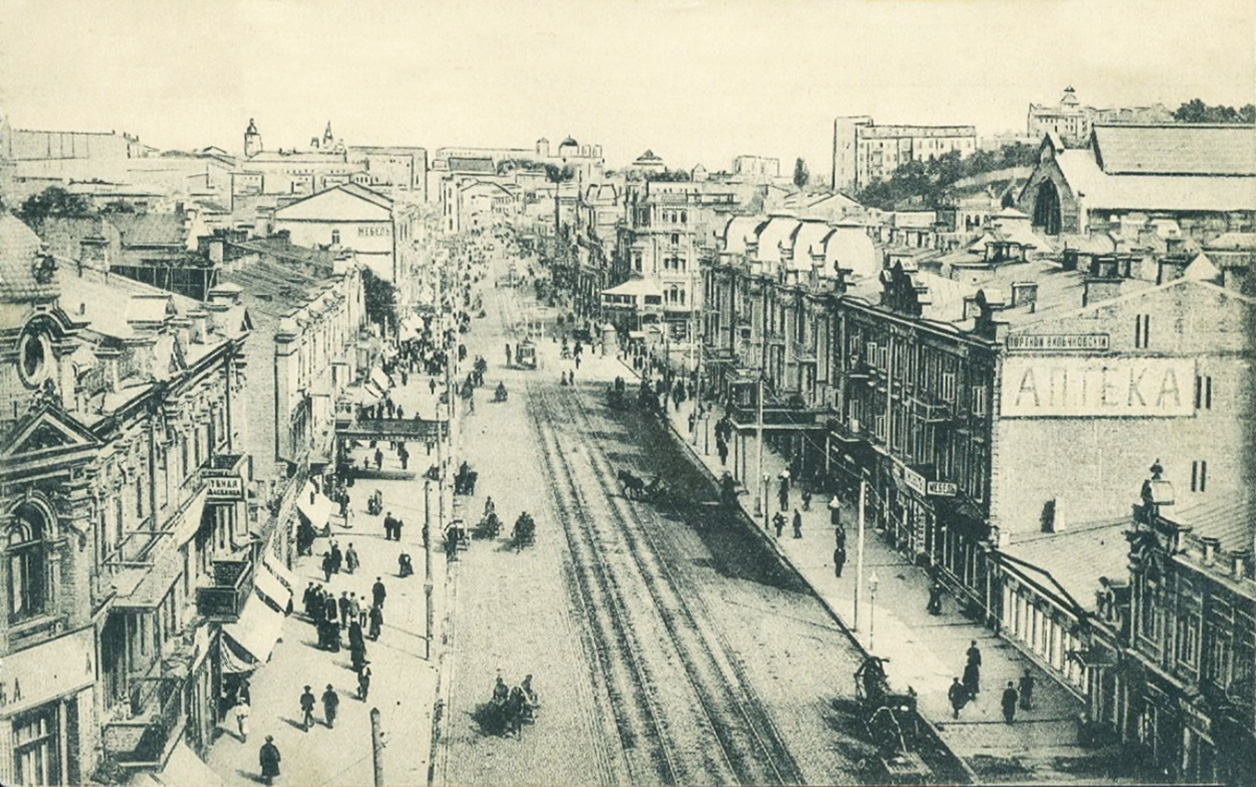
Велика Васильківська. Будинок Пфалера (фрагмент) ліворуч

У другій половині XIX сторіччя наріжна ділянка належала німецькому підданому Генріху Пфалеру (Фалеру), який 1834 року заснував у Києві меблеву фабрику. Його син, також Генріх, який успадкував садибу, у грудні 1897 року розпочав спорудження будинку та флігеля. Будівництвом керував технік Андрій-Фердінанд Краусс.
1922 року садибу націоналізували більшовики.
1998 року будинок викупили у приватну власність.
2006 року відреставрували. 2019 року виставили на продаж за 243 мільйони гривень (понад 9 мільйонів доларів США).

## Використання будинків

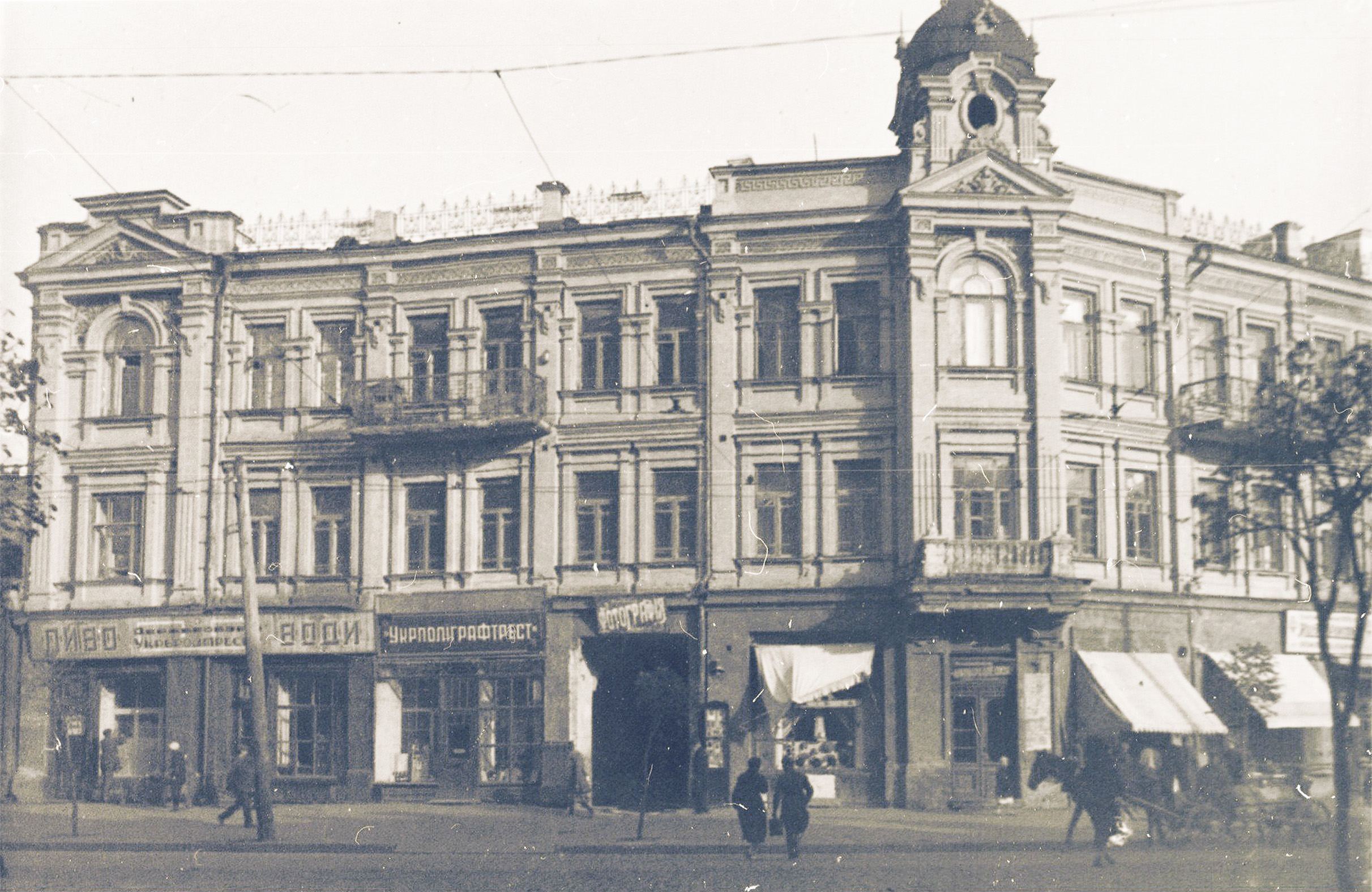
Будинок на фото 1930-х років

Власник Генріх Фалер із родиною мешкав у шестикімнатній квартирі на другому поверсі флігеля № 10-б.
Три великі зали другого поверху головного будинку займала меблева крамниця. У флігелі розміщувалися склади та столярна майстерня.
У 1900—1910 роках у садибі мешкав учений, професор, лікар-стоматолог Григорій Бурвассер, який відкрив тут приватну зубну лікарню.
У радянські часи на першому поверсі головного будинку містились крамниці й установи. Інші приміщення використовували під житло.
На межі 1990—2000-х років приміщення займав банк.

## Архітектура

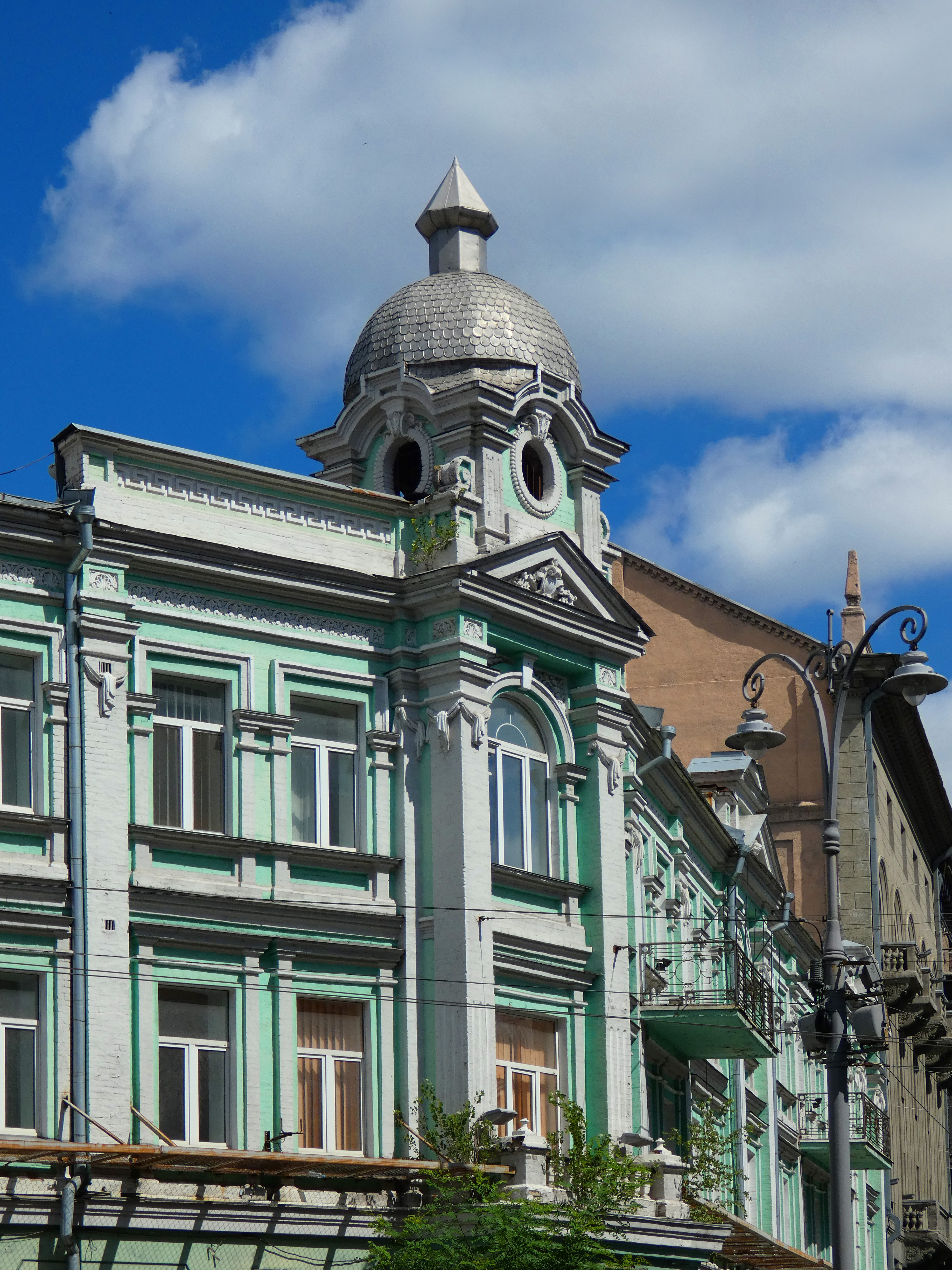
Еркер

Декор
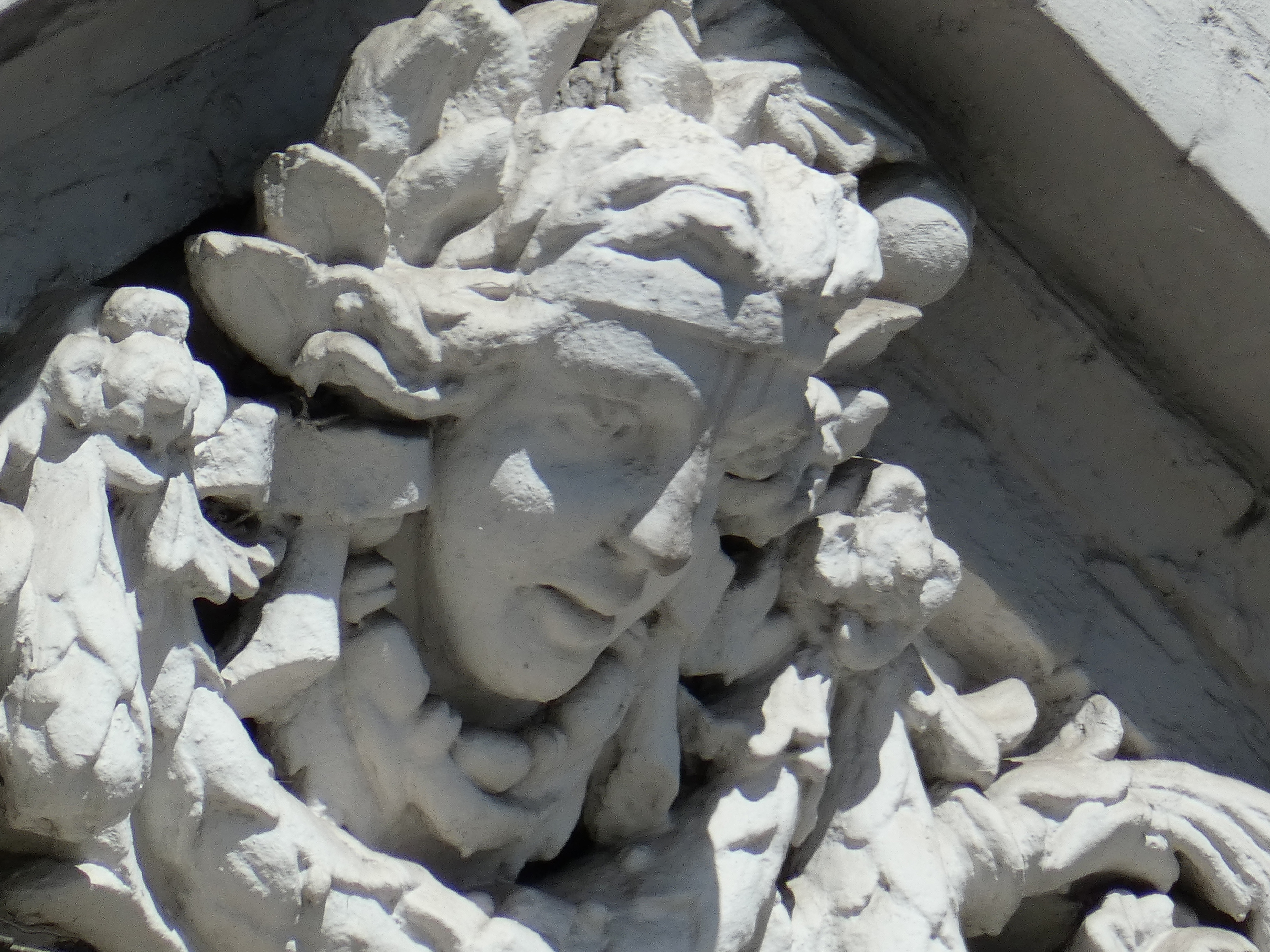
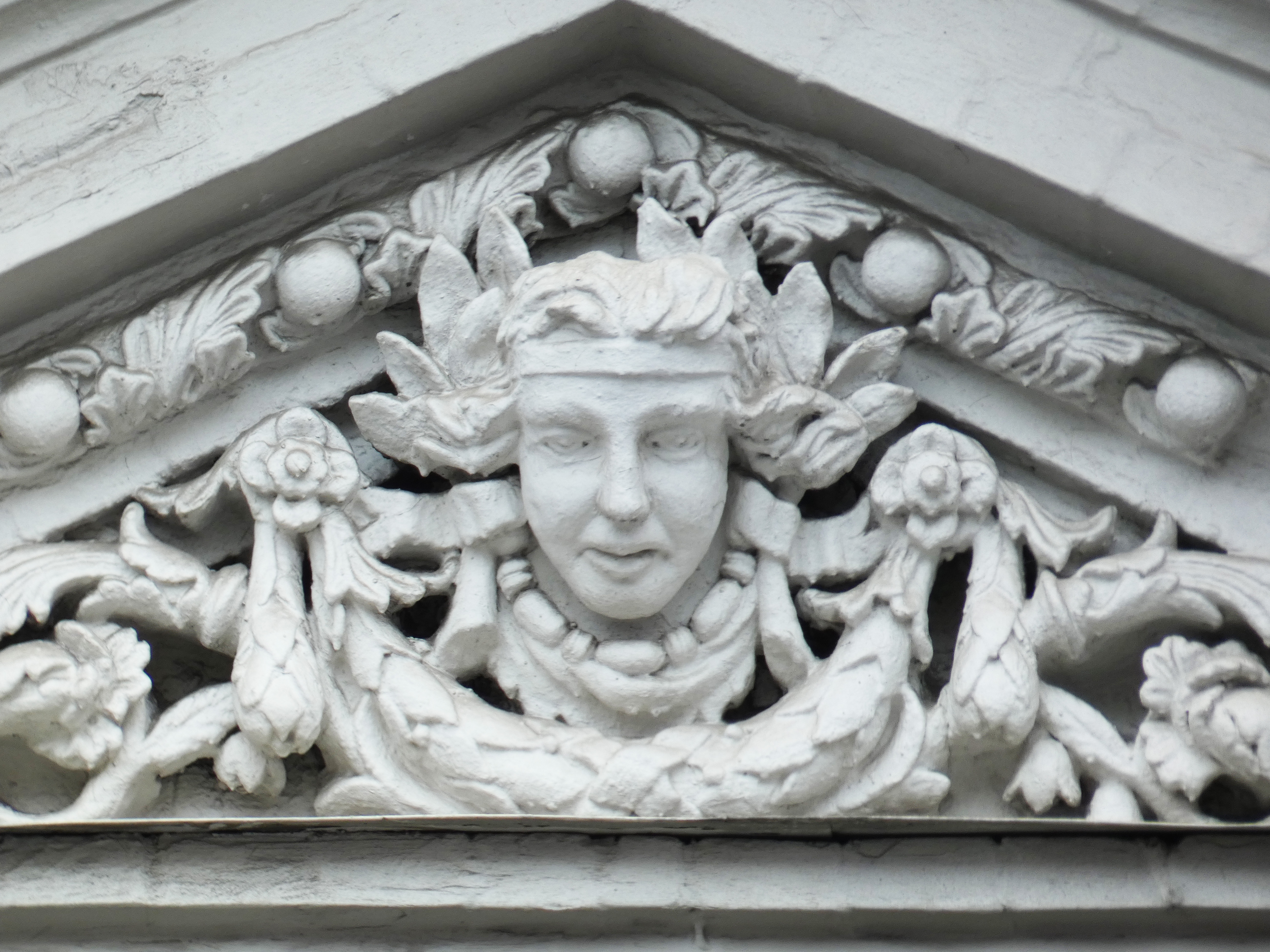
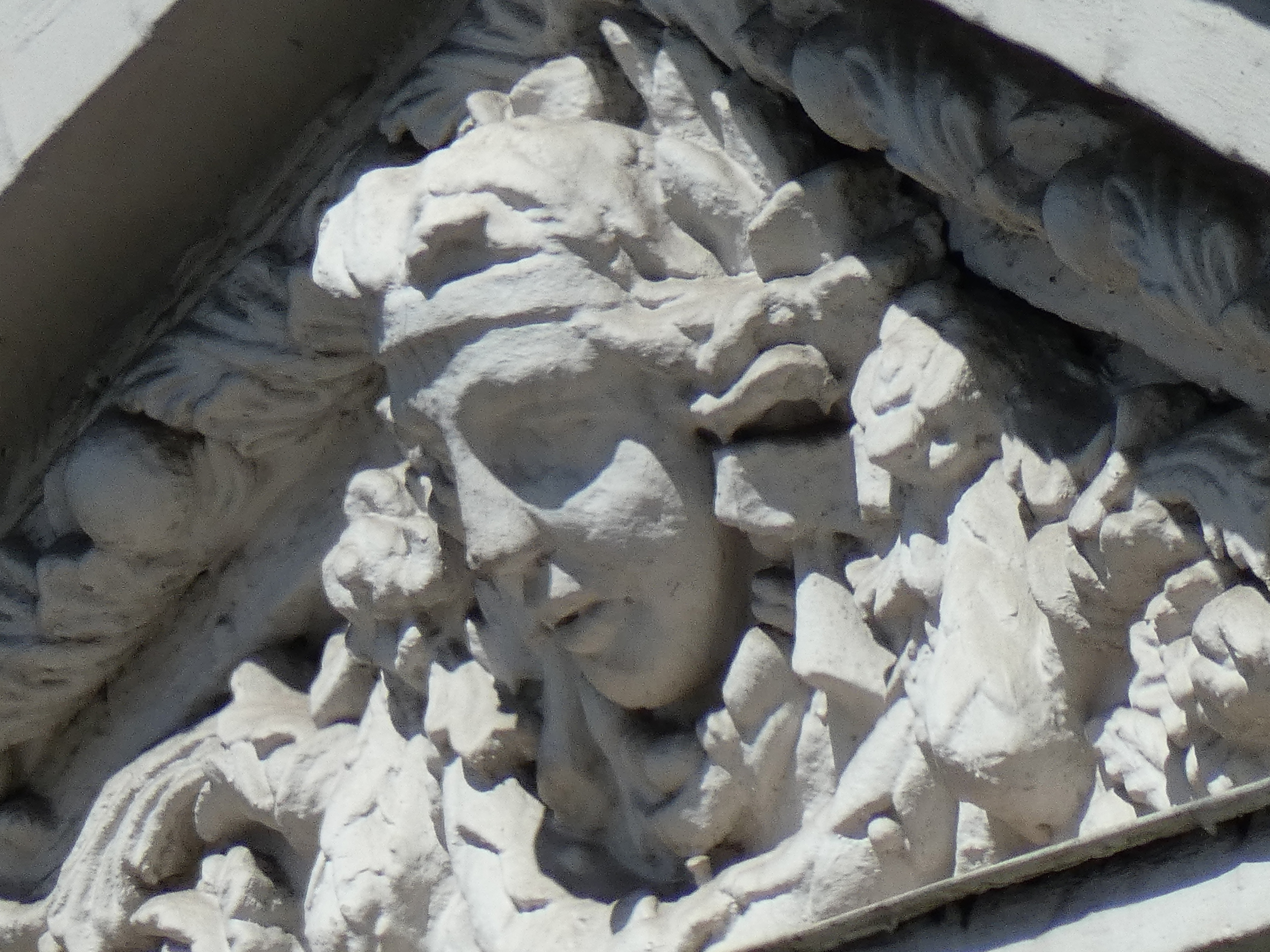

Садиба складається з головного будинку (1897—1898) на червоній лінії і флігеля в другому ряді забудови.
Головний будинок — триповерхова цегляна, тинькована, Г-подібна у плані будівля з підвалом. Має двосхилий дах і пласкі перекриття. У лівому крилі є проїзд на подвір'я.
Фасади крил будинку оформлені у стилі історизму з використанням неоренесансних елементів.
Зрізане тупе наріжжя будинку на рівні другого та третього поверхів акцентовано вертикальним еркером на фігурних кронштейнах і двома пряслами із прямокутними парапетами над ними. Еркер завершується трикутним фронтоном із квадратним у плані підбанником з круглими вікнами, який увінчує восьмигранна баня.
Прямокутні вікна другого та третього поверхів згуртовані попарно й об'єднані у прясла пілястрами великого ордера.
Ліве крило складається з п'яти прясел. А праве — з восьми. Крила фланковані розкріповками із трикутними фронтонами та східчастими парапетами. Четверте прясло правої частини також виділене розкріповкою з фронтоном і парапетом.
Тимпани трикутних фронтонів прикрашені картушами з орнаментом.
Лиштви вікон третього та другого поверхів завершуються прямими сандриками. Фриз оздоблений ліпленим рослинним орнаментом.
Флігель (№ 10-б) зведений у другому ряді забудови. Оформлений у цегляному стилі з неоренесансними елементами.
- Декор